# Приднестровская коммунистическая партия
Приднестровская коммунистическая партия (ПКП) — коммунистическая партия в Приднестровской Молдавской Республике.

## История
Образована 20 апреля 2003 года, зарегистрирована в Регистрационной палате Министерства юстиции ПМР (регистрационное свидетельство № 01-090-3361 от 20 января 2004).
На выборах в Верховный Совет 2005 года партия выставила кандидатов, но не получила ни одного места.
Редактор официальной партийной газеты «Правда Приднестровья» и член ЦК партии Надежда Бондаренко была кандидатом ПКП на президентских выборах 2006 года. Она получила 8,1 % голосов избирателей. Выборы выиграл Игорь Смирнов, который набрал 82,4 % избирателей и переизбрался на четвёртый срок.
11 марта 2007 года Олег Хоржан и Надежда Бондаренко были арестованы при раздаче листовок перед митингом против действующего президента республики Игоря Смирнова и приговорены к трёхдневному аресту в качестве административного наказания. 13 марта в Тирасполе прошла демонстрация коммунистов против роста потребительских цен и тарифов на электроэнергию. Демонстранты также потребовали освободить двух задержанных лидеров ПКП.
Во время пребывания Евгения Шевчука на посту президента Приднестровья с 2011 по 2016 год депутаты Верховного Совета от Приднестровской коммунистической партии поддерживали практически все его инициативы, включая сокращение государственных зарплат и пенсий на 30 %. Лидеры партии настаивали на том, что они являются законной оппозицией Шевчуку, и отвергали обвинения в том, что они являются марионеточной оппозицией.

#### Уголовное дело 2018 года
6 июня 2018 года в отношении руководителя Приднестровской компартии Олега Хоржана было возбуждено уголовное дело по обвинению в насилии в отношении сотрудников правоохранительных органов, а сам он арестован на два месяца. Это произошло после митинга, организованного коммунистами. Помимо Олега Хоржана были арестованы его сын Евгений и его жена Светлана, а также депутат Тираспольского городского совета от коммунистов Александр Самоний. 3 ноября 2018 года суд первой инстанции приговорил Олега Хоржана к 4,5 годам лишения свободы со штрафом.

## Цели и задачи
ПКП декларирует построение в Приднестровье общества, где будут господствовать идеи равенства, свободы и справедливости. Целью борьбы партии за власть является создание социально-справедливого государства для всех. Партия выступает за возврат к планируемой экономике, ссылаясь на успехи в экономическом развитии Китая, руководимого коммунистами; за восстановление госконтроля над производством и потреблением, непризнание результатов приватизации. Партия выступает также за изменение избирательного законодательства ПМР, за проведение выборов по пропорциональной, а не мажоритарной системе.

## Руководство
Председатель ЦК ПКП:
- Май 2003 — 19 мая 2018: Олег Хоржан (бывший руководитель Комсомола Приднестровья).
- С 19 мая 2018 — исполняющая обязанности Надежда Бондаренко[11].

Заместитель председателя — Надежда Бондаренко.

## Международное представительство
ПКП входит в состав СКП—КПСС. Членами Совета СКП-КПСС от ПКП являются Олег Хоржан, Владимир Корчебный, Василий Яковлев

## Участие в выборах
- На выборах в Верховный Совет 11 декабря 2005 кандидаты ПКП не смогли получить депутатских мест.
- На выборах президента ПМР 10 декабря 2006 кандидатом в президенты была выдвинута Н. Бондаренко. В результате голосования Бондаренко заняла второе место после И.Смирнова, набрав 8,1 % голосов.
- III внеочередной съезд партии в сентябре 2010 принял решение об участии партии в выборах в Верховный Совет 12 декабря 2010. Предыдущие, мартовские выборы в местные Советы партия бойкотировала («Правда», 21-22 сентября 2010).
- На выборах в Верховный Совет 12 декабря 2010 Председатель ЦК ПКП Олег Хоржан был избран депутатом по 40-му «Каховскому» избирательному округу г. Тирасполя. Таким образом Приднестровская Коммунистическая партия впервые провела своего представителя в высший законодательный орган ПМР.